# Fall to Pieces (canção de Avril Lavigne)
"Fall to Pieces" é uma canção gravada pela cantora e compositora canadense Avril Lavigne para seu segundo álbum de estúdio, Under My Skin, e lançada como o quinto e último single do disco. Composta pela intérprete e Raine Maida, que a produziu, a faixa foi enviada para as rádios dos Estados Unidos em 18 de abril de 2005, servindo como o quarto foco de divulgação no país no lugar de "He Wasn't", que foi single no restante do mundo. "Fall to Pieces" não fez qualquer impacto significativo comercialmente, entrando em paradas americanas e canadenses de formato adult contemporary e no 6.º lugar da Bubbling Under Hot 100 Singles. Uma obra derivada de pop rock, "Fall to Pieces" é sobre um relacionamento amoroso que a intérprete se recusa a deixar "cair em pedaços". A recepção de críticos musicais para com a canção foi positiva, com elogios principalmente a respeito de sua estrutura lírica e musical.
Diferentemente dos demais singles do álbum, este não contou com um videoclipe para promovê-lo, mas foi incluído no alinhamento da segunda turnê mundial de Lavigne, a Bonez Tour (2004–05). A cantora interpretou "Fall to Pieces" ao vivo pela última vez em sua participação na cerimônia de abertura dos Jogos Olímpicos de Inverno de 2006.

## Antecedentes e lançamento
Ao trabalhar no sucessor de Let Go, Lavigne foi pressionada por sua gravadora, Arista Records, para concluí-lo rapidamente, devido ao bom desempenho comercial de seu álbum de estreia. Apesar disso, a cantora assumiu maior controle durante o processo de criação do registro, que começou pouco depois da conclusão de sua primeira turnê mundial, a Try to Shut Me Up Tour. Sem quaisquer planos de trabalhar com produtores e/ou compositores profissionais, especialmente por causa de um conflito com a equipe The Matrix, responsável por sucessos de Let Go, a artista se reuniu com a cantora também canadense Chantal Kreviazuk sem o conhecimento da Arista. As duas se conheceram em junho de 2003, num evento beneficente em apoio a portadores de SARS que ocorreu na cidade canadense de Toronto, onde começaram a compor num armazém usado pela banda Our Lady Peace como local de ensaio. O marido de Kreviazuk, Raine Maida, inclusive fora ato de abertura com o Our Lady Peace, do qual é vocalista, em alguns concertos da Try to Shut Me Up Tour. Conforme o projeto evoluía, Kreviazuk convidou Avril para continuar a trabalhar na casa que dividia com Maida em Malibu, Califórnia, onde se encontrava o estúdio de gravação do casal. Chantal sugeriu que o marido produzisse as faixas compostas; ele produziu cinco delas, uma das quais ele mesmo coescreveu: esta foi "Fall to Pieces".
O segundo álbum de estúdio de Lavigne, Under My Skin, foi lançado mundialmente em 25 de maio de 2004.
"Fall to Pieces" foi enviada para as rádios CHR/pop dos Estados Unidos em 18 de abril de 2005, servindo como o quarto single do disco no país, que não recebeu o lançamento de "He Wasn't", lançado um pouco antes como o quarto single no restante do mundo. Diferentemente dos demais singles de Under My Skin, "Fall to Pieces" não teve um videoclipe para promovê-lo.

## Composição e recepção crítica
"Fall to Pieces" é uma canção pop rock cujo conteúdo lírico é sobre a recusa, apesar do desânimo, em deixar um relacionamento amoroso "cair em pedaços". Seu refrão foi descrito como "fofo e discreto" por Andrew Strickland do Yahoo! Music, que também elogiou os vocais de Lavigne na faixa. De acordo com a partitura publicada por Sony/ATV Music Publishing no website Musicnotes.com, foi composta no tom de dó maior, com um andamento moderado cujo metrônomo é de 92 batidas por minuto. O alcance vocal na obra varia entre mi3 e sol5.
Críticos musicais foram positivos quanto à capacidade de composição da artista em "Fall to Pieces". David Browne da revista Entertainment Weekly, por exemplo, disse: "A combinação do contralto gélido de Lavigne, a astúcia das composições de seus colaboradores e a produção processada (muito parecido com o som do pop moderno, como Liz Phair pode atestar) pode contribuir para o grande sucesso de rádio, como 'Fall to Pieces' e 'My Happy Ending'." Para Caroline Bansal da revista musicOMH, "Fall to Pieces" e "Slipped Away" são as faixas de Under My Skin que "mostram que Avril está aprendendo a se emocionar de uma forma mais sofisticada e discutível, mais demonstrativa", afirmando ainda que a primeira é um dos destaque do projeto, por revelar "um lado diferente e mais adulto de Lavigne do que o resto do álbum". Numa análise restropectiva da carreira da cantora para a Billboard, Jonathan Bradley reconheceu a canção como "seu esforço mais sofisticado até o momento em cingir seu compartilhamento deliberado com estruturas musicais cuidadosamente elaboradas".

## Apresentações ao vivo
"Fall to Pieces" foi incluída no alinhamento da segunda turnê mundial de Lavigne, a Bonez Tour, iniciada em setembro de 2004 e finalizada no mesmo mês do ano seguinte. O álbum ao vivo/de vídeo Live at Budokan, gravado durante a fase asiática da Bonez Tour, tem "Fall to Pieces" como sua 13.ª faixa. A canção foi apresentada ao vivo pela última vez durante a participação da intérprete na cerimônia de abertura da vigésima edição dos Jogos Olímpicos de Inverno, ocorrida em fevereiro de 2006.

## Faixas e formatos
- CD single (Estados Unidos)[17]

1. "Fall to Pieces" – 3:28
2. "Suggested Callout Hook" – 0:10

## Créditos
Todo processo de elaboração de "Fall to Pieces" atribui os seguintes créditos:
- Avril Lavigne – vocais, composição
- Raine Maida – composição, produção, guitarra
- Tom Lord-Alge – mixagem
- Femio Hernandez – assistência da mixagem
- Leon Zervos – masterização em Sterling Sound (Cidade de Nova Iorque)
- Brian Garcia – engenharia de gravação, edição de áudio
- Jason Cupp – assistência da engenharia de gravação
- Jason Lader – edição de áudio, baixo, programação
- Phil X – guitarra
- Nick Lashley – guitarra
- Kenny Aronoff – bateria, percussão

## Paradas musicais
| Parada musical (2005)                                       | Melhor posição |
| ----------------------------------------------------------- | -------------- |
| Canadá – CHR/Pop Top 30 (Radio & Records)                   | 6              |
| Canadá – Hot AC Top 30 (Radio & Records)                    | 4              |
| Estados Unidos – Bubbling Under Hot 100 Singles (Billboard) | 6              |
| Estados Unidos – Adult Top 40 (Billboard)                   | 18             |
| Estados Unidos – Mainstream Top 40 (Billboard)              | 34             |
| Rússia – Airplay (Tophit)                                   | 175            |